# Pagoda de Songyue
La pagoda de Songyue (en chino, 嵩岳寺塔; pinyin, sōng-yuè sì-tǎ), construida en el 520 d. C., se encuentra en el monasterio Songyue del Monte Song, en la provincia de Henan, China. Erigida en el 520 d. C., durante la dinastía Wei del Norte, esta pagoda es una de las escasas pagodas del siglo VI intactas en China y es también la primera pagoda de ladrillos conocida en ese país, dado que la mayoría de estructuras de ese periodo, incluyendo las pagodas, se construían con madera y no han llegado hasta nuestros días.
La difusión del budismo influenció radicalmente a la arquitectura china y su impulso fue tan fuerte que ya en el siglo VI la cultura china se estaba adaptando y modificando sus tradiciones para incluir la adoración a Buda. Los chinos transformaron los montículos redondeados de tierra de los estupas del sur de Asia en las altísimas pagodas destinadas a alojar las reliquias sagradas enterradas de Buda en su interior.
La pagoda ha ido modificando su forma con el paso del tiempo desde sus orígenes budistas hindúes hasta la forma que adoptó en China. La inusual forma de múltiples caras de la pagoda de Songyue sugiere que representa un intento temprano de combinar la arquitectura china de líneas rectas con el estilo circular del subcontinente indio. El perímetro de la pagoda disminuye según se asciende, lo que se puede observar igualmente en los pilares de los templos en cuevas de la India y Asia Central y las posteriores pagodas circulares de China.
La pagoda de Songyue forma parte del Patrimonio de la Humanidad conocido como Monumentos históricos de Dengfeng en la "Ciudad del cielo y de la tierra", inscrito como tal desde julio de 2010.

## Estilo
La pagoda de Songyue tiene doce lados lo que le da una forma única entre las pagodas. Mide 40 m de alto y se construyó con ladrillos de tonalidad amarillenta unidos con mortero de arcilla.
La pagoda tiene un pedestal o base baja y plana hecha de ladrillo y un primer piso muy alto característico de pagodas con múltiples aleros, con balcones que dividen el primer piso en dos partes (superior e inferior) y puertas dirigidas hacia los cuatro puntos cardinales uniendo las dos. Las ornamentadas puertas de arco y las ábsides u hornacinas decorativas están intrincadamente esculpidas en forma de teteras o leones. Las bases de los pilares de la puerta están talladas como flores de loto y los capiteles de los pilares tienen, además de flores, perlas talladas. Sobre el primer piso se asientan quince pisos de techos poco separados alineados con los aleros y las pequeñas ventanas de celosía. La pagoda presenta aleros profusamente adornados con ménsulas de madera de estilo dougong en cada piso. Dentro de la pagoda la pared es cilíndrica con ocho niveles de soportes salientes de piedra para lo que probablemente fuera un parqué de madera.
Bajo la pagoda se encuentran una serie de cámaras subterráneas de enterramiento para preservar objetos culturales junto a los muertos. La cámara más íntima contenía reliquias budistas, transcripciones de escritos religiosos y estatuas de Buda.